# Kitseküla
Kitseküla (betyder 'Getby' på estniska) är en stadsdel i distriktet Kesklinn i Estlands huvudstad Tallinn.
Här ligger bland annat A. Le Coq Arena, Estlands nationalarena för fotboll och hemmaplan för FC Flora Tallinn.

## Historia
Under det livländska kriget utkämpades 11 september 1560 utanför Tallinns (dåvarande Revals) portar slaget om Jerusalemkullen mellan Tallinns försvarsstyrkor och en armé från Tsarryssland som vid denna tid kontrollerade stora delar av nuvarande Estland. En belägring av staden förhindrades framgångsrikt genom stadsbornas utfall, och de kunde krossa den ryska förtruppen innan den ryska huvudstyrkan tvingade dem att retirera. Ett sextiotal av stadsborna stupade i striden, bland dem flera av stadens främsta adelsmän och borgare och ett tiotal medlemmar av Svarthuvudbröderna. Över dessa restes flera minnesmärken, och det 2,8 meter höga korset över köpmannen Blasius Hochgrewe som restes på denna plats 1561 finns fortfarande bevarat. 
Stadsdelen ligger mellan Baltiska järnvägens huvudlinje mellan Tallinn och Paldiski (invigd 1870) och linjen Tallinn-Viljandi (invigd 1900). Järnvägsstationen Tallinn-Väike trafikerades fram till 1971 av smalspårstrafik.
Bebyggelsen i stadsdelen uppstod omkring år 1900 som arbetarstadsdel. Huvuddelen av dagens bebyggelse uppfördes under perioderna 1900–1913 och 1928–1939. I slutet av 1950-talet tillkom även byggnader i stalinistisk nyklassicistisk stil. Sedan Estlands självständighet på 1990-talet har även moderna kontorshöghus uppförts i stadsdelen.